# Saktizmus
A sáktizmus (szanszkrit: शाक्तं) a hinduizmus egy ága, amely istentiszteletének középpontjában Sakti (Adi Parasakti), Dévi (Mahádévi), Durgá, Párvati vagy Káli stb. neveken említett hindu anyaistennő áll mint az első számú istenség. Az irányzat követőit saktáknak hívják, mert ők az abszolút elvnek a Saktit (energia, erő, hatalom) tekintik és mint női istenségként tisztelik.
Az anyaistennő kultusza elsősorban a történelmi Bengália területén, továbbá Orisza és Asszám államokban és a dravida délen terjedt el az egykorú anyajogú társadalmak területein. Kultusza vidéken India-szerte keveredett a helyi, tősgyökeres szokásformákkal. Imádata megtalálható még Srí Lankán, Nepálban, Bangladesben, továbbá Tibetben és Pakisztánban is.
A sakták nagyon megbecsülik a nőket, mivel azok Mahadévi (nagy istennő) hasonmásai. Náluk a férj halála után sose égették el az özvegyeket, inkább megengedték számukra az újraházasodást.
A Siva-lingamot a hindu templomokban gyakran együtt ábrázolják a jónival, melyek közül előbbi Siva teremtő erejének, utóbbi pedig az istennő kreatív női energiájának a jelképe. (lásd: lingam)

## A Sakti
A sakták között a mai napig fennmaradt az a tradíció, hogy a legfőbb istenséget nőneműnek tartják, akit a világ anyjaként és úrnőjeként ünnepelnek. Az ember kiszolgáltatott léte az istennővel szemben analógiát mutat az anya-gyermek kapcsolattal.
A Sakti áramló energiát, őserőt jelent, de a férfiként ábrázolt istenek női párját is így nevezik, továbbá számtalan formában megjelenik önálló alakként is. A Sakti mindenekelőtt valamely főisten teremtő energiája, amikor is e kettő (a sakti-energia és az istenség) szorosan össze van kötve egymással, de mégsem azonosak. A Saktival valamely transzcendens főisten világban rejlő hatását értelmezik. A saivizmus befolyása folytán a hinduizmusban Siván kívül más főisten is megkapja a Saktiját, így Visnu a Laksmiját (Laksmi dévi - szerencse istennője) és Brahmá a Szaraszvatiját (Szaraszvati dévi - tudás istennője). A hozzájuk tartozó főisten megjelenési formája szerint minden egyes nőileg érett energiának különböző neve van, és mitologikusan a név istennőjeként tárgyiasítják. Siva isten kultuszéban az ő saktija elsősorban a Káli és a Durgá nevet viseli. Valamely isten anyaistenség-kultusza visszamenő női kiegészítőjének, mint a hatóerejének tisztelete által hidalják át a transzcendens főisten és a világbeli immanens hatása közti szakadékot. A férfi Siva isten felesége, Durgá, illetve Káli által hat ebben a világban, akik az ő isteni hatalmát testesítik meg. A sakták Durgát még az ő férj-istene fölé is helyezik, mert ez csak általa létezik. Durgá a brahmanhoz hasonlóan a teljes valóság hordozója. A kozmosz őselve a sakták szemében nőnemű. Így lesz Durgából - egyenlővé téve az abszolúttal - Siva, a statikus aspektus ellentétpárjaként a brahman mozgási aspektusa. Ő az erő és a női energia (sakti), amely önmagából periodikusan teremti és szüli a sokféleképpen megnyilvánuló természetet (prákriti) mint illúziót (májá), táplálja (fenntartja) és végül ismét visszavonja az ölébe. Mivel Durga, illetve Kálí a nagy anyaistenség megtestesülése, Durga-Káli képezi a saktikus anyaistenség-kultusz középpontját.

## Kultusz
A saktizmus a hiedelmek és gyakorlatok szinte végtelen sokaságát öleli fel, az animizmustól a legmagasabb rendű filozófiai spekulációig, amelyek a Saktihoz (Isteni Energia vagy Erő) kívánnak hozzáférni. Két legnagyobb és leglátványosabb irányzata a dél-indiai Srikula és a főleg az Észak- és Északkelet-Indiában elterjedt Kálikula.
A Srikula (Sri család) hagyomány a Dévi imádatára összpontosít Lalita-Tripura Sundari istennő alakjában. Olyan dél-indiai régiókban elterjedt, mint Kerala, Tamil Nadu, továbbá Srí Lanka tamil területei.

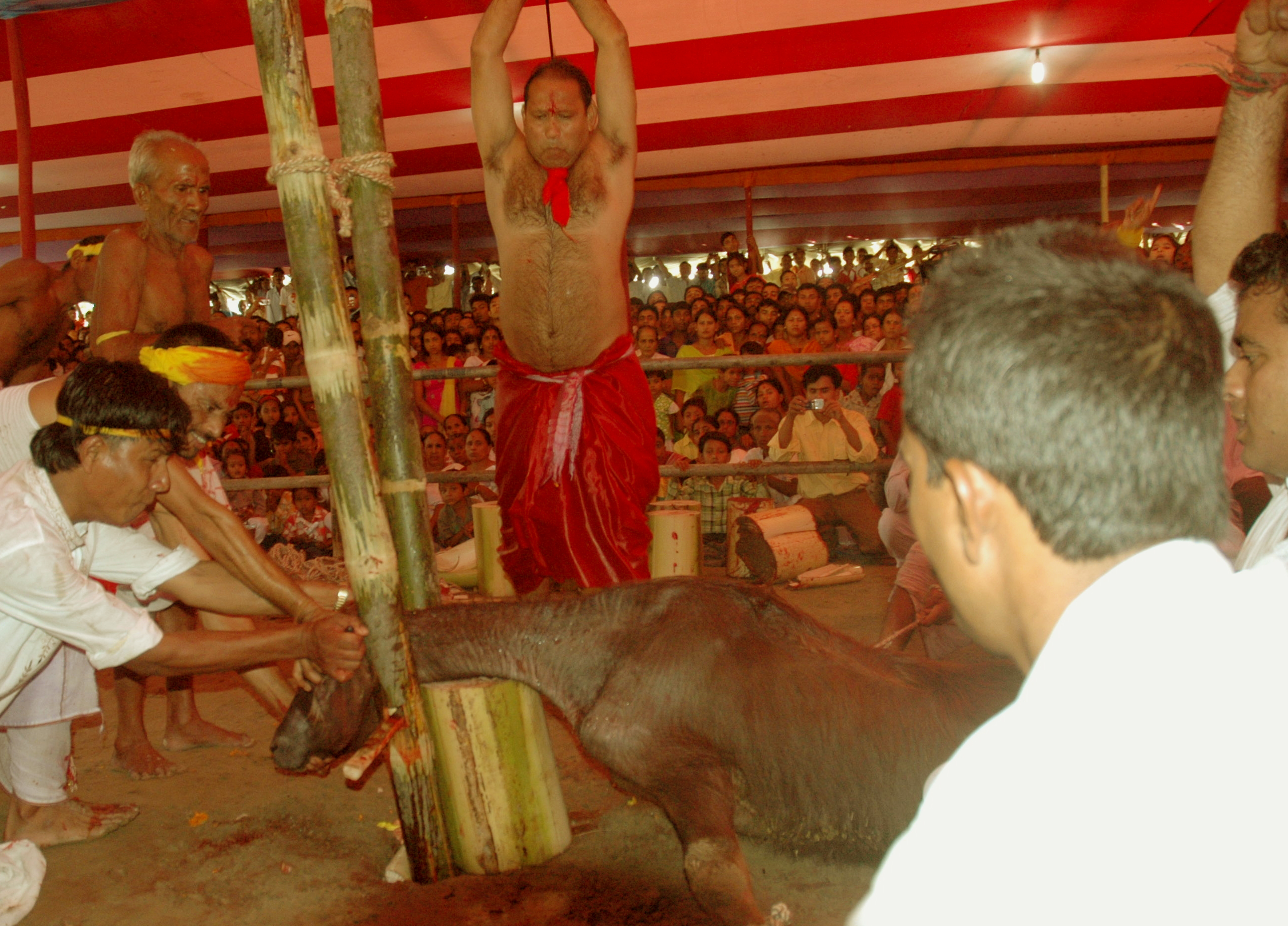
Bivalyt áldoznak fel egy falusi Durga púdzsa ünnepen

A saktizmus Kálikula (Káli család) formája a legelterjedtebb Nyugat-Bengáliában, Asszámban, Biharban és Oriszában, valamint Nepál és Kerala egyes részein, főleg a Malabár-parton, mint Bhadra Kali istennő.
A saktizmus hagyománya India számos részén, de különösen India keleti államaiban és Nepálban áldozatokat mutat be olyan istennőknek, mint Káli. Az áldozat vagy valódi állat, vagy az állattal egyenértékűnek tekintett zöldség vagy más étel. A saktizmus hívei sok esetben elítélik az állatok feláldozását, és az odaadás kifejezésének alternatív módjait gyakorolják.

### Ünnepek
Sok Sakti-ünnep van egész évben, és a tisztelet módjai változatosak. 
Az istennő-kultusz központjának számító Bengál legnagyobb fesztiválja a Dúrgá púdzsá. A kilencnapos ünnepségsorozatot Dévi tiszteletére rendezik, akinek a képmásai minden középületben, továbbá az otthonokban és templomokban is megtalálhatók. Dévit a képeken Mahisászura Mardiniként (Mahisa démon elpusztítója), tizenhat karral ábrázolják, amint egy bivalyt fejez le éppen, melynek véres nyakából Mahisa démon emelkedik ki.
A Lakshmi púdzsa a Durga púdzsa ünnepség része, ahol Laksmi a bőség és az őszi betakarítás istennőjét jelképezi. Laksmi legnagyobb ünnepe azonban a Díváli, egy jelentős hindu ünnep, amelyet Indiában és Nepálban Tihar néven ünnepelnek.
A Navarátri nevű ünnepet a hindu Sharad hónapra (október/november) esik. Ez az a fesztivál, amely a Navadurgákat, a Dévi formáit imádja.

### Szentélyek

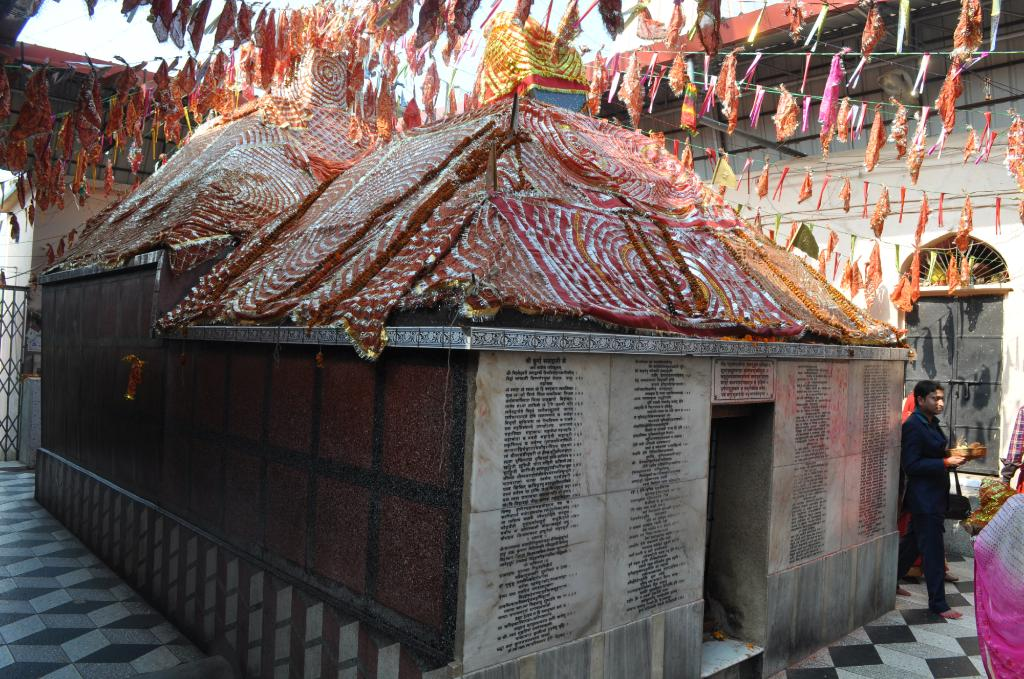
Sakti píta templombelső Bihárban, Mangala Gauri-templom

A saktizmus templomai Dél-Ázsia egész területén megtalálhatók. Sok várost, falut és földrajzi tereptárgyat a (Mahá)Dévi különféle formáiról neveztek el.
A jelentős szentélyek és zarándokhelyek neve a sakti píta (शक्ति पीठ , sakti pīṭha szó szerint „(Mahá)Dévi székhelye”), amelyből legalább 52 van Dél-Ázsiában.

## Szent szövegek
A sakták, csakúgy mint a nagy hindu közösségek (vaisnavák, saivák), tanításaikat és szertartásaikat nagyrészt a puránáikra alapozzák. A saktizmus puránája a Dévi-purána (másként: Dévi Bhágavata), illetve a Márkandéja-purána, ezeket tekintik tradíciójuk hitelességét tanúsító műveknek. A purána leírja, hogyan teremtette a világot Dévi, tartalmazza a különböző mítoszokat.
Egy rövidebb purána a Dévimahátma, amely Durga harcát írja le a Mahisászura nevű démonnal.
A szent szövegekhez tartoznak a tantrák és a jantrák is.
A tantrák technikai jellegű szövegek, amelyek leírják, miképp kell elvégezni az imákat. A tantrákat még mindig titokzatosság övezi. Különleges a saktizmusban a beavatásra (díksa) helyezett nagy hangsúly, és a bidzsramantrák (egy szótagú formulák) használata, amelyek jelentése csak a beavatottak számára tárul fel. A bidzsramantrák egyes szótagjait az istennő egyes aspektusaival azonosítják.